# Ian Callaghan
Ian Robert Callaghan (født 10. april 1942 i Liverpool, England) er en tidligere engelsk fodboldspiller (midtbane) og verdensmester med Englands landshold fra VM i 1966.
Callaghan spillede i næsten to årtier, fra 1960 til 1978, for Liverpool F.C. i fødebyen. Han var i denne periode med til at vinde en lang række titler, blandt andet fem engelske mesterskaber, to FA Cup-titler og to udgaver af Mesterholdenes Europa Cup. Han besidder samtidig klubrekorden for flest kampe nogensinde for holdet, med 857.
Callaghan spillede desuden fire kampe for det engelske landshold. Hans første landskamp var et opgør mod Finland 26. juni 1966, hans sidste en kamp mod Luxembourg 12. oktober 1977. Han var en del af det engelske hold der vandt guld ved VM i 1966 på hjemmebane, men var kun på banen i én af kampene i turneringen.

## Titler
Engelsk mesterskab
- 1964, 1966, 1973, 1976 og 1977 med Liverpool F.C.

FA Cup
- 1965 og 1974 med Liverpool F.C.

Charity Shield
- 1964, 1965, 1966, 1974, 1976 og 1977 med Liverpool F.C.

Mesterholdenes Europa Cup
- 1977 og 1978 med Liverpool F.C.

UEFA Cup
- 1973 og 1976 med Liverpool F.C.

UEFA Super Cup
- 1977 med Liverpool F.C.

VM
- 1966 med England